# Codice di procedura penale (Italia)
Il codice di procedura penale è la raccolta sistematica delle norme che regolano il processo penale italiano. L'attuale codice detto anche "codice Pisapia-Vassalli", fu emanato con il decreto del presidente della Repubblica 22 settembre 1988 n. 447, pubblicato in Gazzetta Ufficiale n. 250 del 24 ottobre 1988 ed entrò in vigore il 24 ottobre 1989.

## Storia

### I vecchi codici procedurali
Il codice di procedura penale italiano del 1865, contenente una prima regolamentazione organica del processo penale in Italia, fu emanato nella codificazione del 1865; fu in seguito sostituito da una nuova codificazione della materia nel 1913 e nuovamente da quella del 1930.
Nuovamente nel 1963 fu presentato un disegno di legge che prevedeva l'emanazione di una legge di delega al Governo per la riforma dei codici, e dunque anche del codice di procedura penale. Il disegno di legge delega non si concretizzò comunque in alcun provvedimento legislativo. L'idea fu ripresa nel 1965 e, dopo un lungo iter parlamentare, la legge delega fu finalmente approvata nel 1974. Tale delega al governo conteneva una serie di principi e criteri direttivi a cui il governo si sarebbe dovuto attenere al fine di emanare un nuovo codice di procedura penale.
Nel 1978 fu pubblicato un progetto preliminare del nuovo codice, costituito da 656 articoli e 132 disposizioni preliminari: ancora una volta, il progetto non si concretizzò nell'emanazione di un nuovo codice.

### Il nuovo codice
Trascorsero ulteriori nove anni perché si giungesse all'approvazione della legge delega 16 febbraio 1987, n. 81 per l'emanazione di un nuovo codice; nella norma il parlamento indicava al governo le direttive cui il nuovo codice di procedura penale si sarebbe dovuto attenere, tra le quali vi erano l'impellenza di adeguare il processo penale in Italia al modello delineato nelle Convenzioni internazionali, e l'esigenza di imperniare il procedimento penale attorno ad un sistema fondamentalmente accusatorio; ciononostante, alcuni particolari aspetti del sistema italiano, particolarmente in relazione al dibattimento, fanno tuttora del processo penale italiano un sistema accusatorio misto.
La delega fu reiterata nelle successive legislature e nella X fu finalmente adempiuta dal ministro Giuliano Vassalli sulla scorta dei lavori della commissione ministeriale presieduta da Gian Domenico Pisapia, che gli rassegnò le sue conclusioni nel 1988. In attesa della sua emanazione, il d.lgs. 28 luglio 1989, n. 271 introdusse alcune norme di coordinamento e transitorie circa l'attuazine di alcune disposizioni. Dopo l'emanazione del parere parlamentare (ad opera della Commissione bicamerale presieduta da Ignazio Marcello Gallo), il nuovo codice di procedura penale fu emanato col decreto del presidente della Repubblica n. 447/1988 ed entrò infine in vigore il 24 ottobre 1989. La prima sentenza, rinominato "sentenza aperta" dopo la riforma fu quella pronunciata dal procuratore Alessandro Iacoboni il 25 settembre 1989 in merito al Giallo dei Sibillini. Per effetto anche del nuovo codice, andarono in prescrizione subito dopo la sua entrata in vigore alcuni delitti, tra cui la strage di piazza Fontana.

## Struttura
Il codice di procedura penale vigente è formato da 746 articoli, suddivisi in 11 libri, e 260 disposizioni di attuazione, di coordinamento e transitorie.
| Libro primo      | Soggetti                                                                                                   |
| Titolo I         | Giudice (Artt. 1-49)                                                                                       |
| Titolo II        | Pubblico ministero (Artt. 50-54 ter)                                                                       |
| Titolo III       | Polizia giudiziaria (Artt. 55-59)                                                                          |
| Titolo IV        | Imputato (Artt. 60-73)                                                                                     |
| Titolo V         | Parte civile, responsabile civile e civilmente obbligato per la pena pecuniaria (Artt. 74-89).             |
| Titolo VI        | Persona offesa dal reato (Artt. 90-95)                                                                     |
| Titolo VII       | Difensore (Artt. 96-108)                                                                                   |
| Libro secondo    | Atti |
| Titolo I         | Disposizioni generali (Artt. 109-124)                                                                      |
| Titolo II        | Atti e provvedimenti del giudice (Artt. 125-133)                                                           |
| Titolo III       | Documentazione degli atti (Artt. 134-142)                                                                  |
| Titolo IV        | Traduzione degli atti (Artt. 143-147)                                                                      |
| Titolo V         | Notificazioni (Artt. 148-171)                                                                              |
| Titolo VI        | Termini (Artt. 172-176)                                                                                    |
| Titolo VII       | Nullità (Artt. 177-186)                                                                                    |
| Libro terzo      | Prove |
| Titolo I         | Disposizioni generali (Artt. 187-193)                                                                      |
| Titolo II        | Mezzi di prova (Artt. 194-243)                                                                             |
| Titolo III       | Mezzi di ricerca della prova (Artt. 244-271)                                                               |
| Libro quarto     | Misure cautelari                                                                                           |
| Titolo I         | Misure cautelari personali (Artt. 272-315)                                                                 |
| Titolo II        | Misure cautelari reali (Artt. 316-325)                                                                     |
| Libro quinto     | Indagini preliminari e udienza preliminare                                                                 |
| Titolo I         | Disposizioni generali (Artt. 326-329)                                                                      |
| Titolo II        | Notizia di reato (Artt. 330-335)                                                                           |
| Titolo III       | Condizioni di procedibilità (Artt. 336-346)                                                                |
| Titolo IV        | Attività a iniziativa della polizia giudiziaria (Artt. 347-357)                                            |
| Titolo V         | Attività del pubblico ministero (Artt. 358-378)                                                            |
| Titolo VI        | Arresto in flagranza e fermo (Artt. 379-391)                                                               |
| Titolo VIbis     | Investigazioni difensive (Artt. 391bis-391decies)                                                          |
| Titolo VII       | Incidente probatorio (Artt. 392-404)                                                                       |
| Titolo VIII      | Chiusura delle indagini preliminari (Artt. 405-415)                                                        |
| Titolo IX        | Udienza preliminare (Artt. 416-433)                                                                        |
| Titolo X         | Revoca della sentenza di non luogo a procedere (Artt. 434-437)                                             |
| Libro sesto      | Procedimenti speciali                                                                                      |
| Titolo I         | Giudizio abbreviato (Artt. 438-443)                                                                        |
| Titolo II        | Applicazione della pena su richiesta delle parti (Artt. 444-448)                                           |
| Titolo III       | Giudizio direttissimo (Artt. 449-452)                                                                      |
| Titolo IV        | Giudizio immediato (Artt. 453-458)                                                                         |
| Titolo V         | Procedimento per decreto (Artt. 459-464)                                                                   |
| Titolo Vbis      | Sospensione del procedimento con messa alla prova (Artt. 464bis-464novies)                                 |
| Libro settimo    | Giudizio                                                                                                   |
| Titolo I         | Atti preliminari al dibattimento (Artt. 465-469)                                                           |
| Titolo II        | Dibattimento (Artt. 470-524)                                                                               |
| Titolo III       | Sentenza (Artt. 525-548)                                                                                   |
| Libro ottavo     | Procedimento davanti al tribunale in composizione monocratica                                              |
| Titolo I         | Disposizione generale (Artt. 549)                                                                          |
| Titolo II        | Citazione diretta a giudizio (Artt. 550-555)                                                               |
| Titolo III       | Procedimenti speciali (Artt. 556-558)                                                                      |
| Titolo IV        | Dibattimento (Artt. 559-567)                                                                               |
| Libro nono       | Impugnazioni                                                                                               |
| Titolo I         | Disposizioni generali (Artt. 568-592)                                                                      |
| Titolo II        | Appello (Artt. 593-605)                                                                                    |
| Titolo III       | Ricorso per cassazione (Artt. 606-628)                                                                     |
| Titolo IV        | Revisione (Artt. 629-647)                                                                                  |
| Libro decimo     | Esecuzione                                                                                                 |
| Titolo I         | Giudicato (Artt. 648-654)                                                                                  |
| Titolo II        | Esecuzione dei provvedimenti giurisdizionali (Artt. 655-664)                                               |
| Titolo III       | Attribuzioni degli organi giurisdizionali (Artt. 665-684)                                                  |
| Titolo IV        | Casellario giudiziale (Artt. 685-690)                                                                      |
| Titolo V         | Spese (Artt. 691-695)                                                                                      |
| Libro undicesimo | Rapporti giurisdizionali con autorità straniere                                                            |
| Titolo I         | Disposizioni generali (Art. 696)                                                                           |
| Titolo II        | Estradizione (Artt. 697-722)                                                                               |
| Titolo III       | Rogatorie internazionali (Artt. 723-729)                                                                   |
| Titolo IV        | Effetti delle sentenze penali straniere. Esecuzione all'estero di sentenze penali italiane (Artt. 730-746) |